# Землянська вулиця (Київ)
Земля́нська вулиця — вулиця в Печерському районі міста Києва, місцевість Звіринець. Пролягає від Ломаківської вулиці до Пирятинської вулиці (двічі).

## Історія
Землянська вулиця виникла на шляху від Свято-Троїцької церкви (містилася на теперішній Бастіонній вулиці) до Видубицького монастиря. Вперше згадана у 1911 році під двома назвами — сучасною (походить від земляних валів Звіринецького укріплення Нової Печерської фортеці) і Свято-Троїцька-Видубицька. У 1916 році згадана також як Видубицький шлях. З середини XX століття існує тільки під сучасною назвою.
На Звіринці у XIX — на початку XX століття існувало декілька вулиць під назвою «Землянська», (зникли під час пожежі 1918 року або перейменовані).